# Asmate flaveola
Asmate flaveola là một loài bướm đêm trong họ Geometridae.